# Hieronymus Truhn

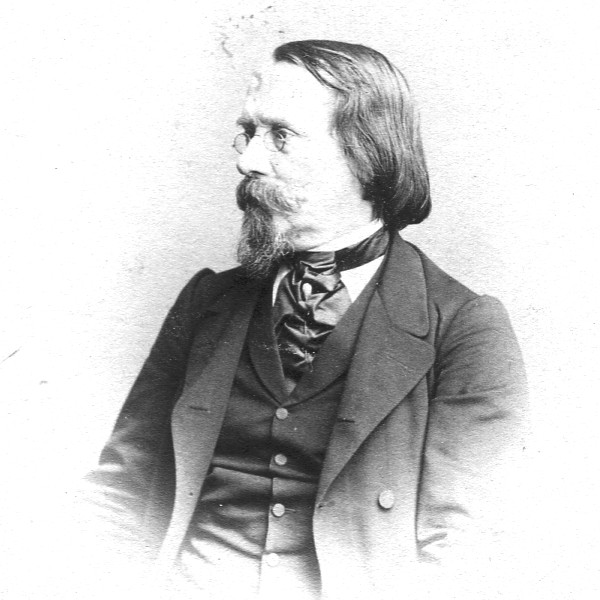
Friedrich Hieronymus Truhn

Friedrich Hieronymus Truhn (* 14. November 1811 in Elbing; † 30. April 1886 in Berlin) war ein deutscher Dirigent, Komponist und Musikschriftsteller, der vor allem in Berlin, Danzig, Elbing und Riga tätig war.

## Leben
Truhn ist der Sohn von Hofmarschall Nathanael Truhn sowie der Großvater von Selma Erdmann-Jesnitzer geb. Bethge-Truhn, und Vater von Clara Truhn und Anna Marie Elisabeth Truhn.
Als Schüler von Siegfried Dehn, Carl Friedrich Zelter und Bernhard Klein in Berlin wirkte er schon als junger Mann in den Jahren 1835 bis 1837 als Theaterkapellmeister und Musiklehrer in Danzig. Wieder in Berlin, schrieb und redigierte er für Robert Schumanns Neue Zeitschrift für Musik, den Hamburger Correspondenten und die Neue Berliner Musikzeitung. 1848 kehrte er an seinen Geburtsort zurück, wo er bis 1852 als Musiklehrer und Dirigent wirkte. Zwischenzeitlich wieder als Freischaffender in Berlin tätig, war er von 1854 bis 1858 in Riga als Gesangs- und Theorielehrer angestellt. Danach ließ er sich endgültig in Berlin nieder. Er ist Komponist zahlreicher Lieder und mehrerer Bühnenwerke und war ein wichtiger Organisator im Bereich der Männerchöre. So gründete er z. B. die Neue Liedertafel in Berlin.

## Werke (Auswahl)

### Lieder und Gesänge für Männerchor
- Der Fischer op. 1 (1832)
- Die schöne Kellnerin von Bacharach op. 13 (1836)
- Seraphina op. 19 (nach Heine, Laube, Eichendorff)
- Lieder op. 21 (nach Goethe)
- Die Käferknaben für 4 Männerstimmen mit Begleitung op. 30 (1839)
- Ein Liebesroman in 12 Liedern op. 64
- Des Knaben Tod (Uhland) op. 82
- Die Vätergruft op. 105 (1853)
- L'Abbandonata

### Chorwerke
- Mahadöh für Solostimmen, achtstimmigen Chor und Orchester (1846)
- Der Abschied (nach Uhland) für Solostimmen, Chor und Orchester (1850)

### Bühnenwerke
- Der vierjährige Posten (nach Th. Körner), Singspiel in einem Akt (1833);
- Trilby (nach L. Schneider), komische Oper in 2 Akten (1835);
- Cleopatra, Melodram (für Johanna Wagner, 1853)

### Schriften
- Über Gesangskunst und die Lehre des Kunstgesangs (1872)
- Die alte Primadonna und der Musiknarr, Berlin 1844 (Digitalisat)